# マイケル・ベリー (第3代キャムローズ子爵)
ハートウェル男爵ウィリアム・マイケル・ベリー（英: William Michael Berry, Baron Hartwell,MBE、1911年5月18日 - 2001年4月3日）は、イギリスの新聞事業者、ジャーナリスト。キャムローズ子爵家に生まれ、兄から爵位を継承したのち、直ちに爵位一代放棄を行使した。

## 生涯
初代キャムローズ子爵ウィリアム・ベリーとメアリー・アグネス・コーンズ（Mary Agnes Corns、生年未詳 - 1962年10月9日、トマス・コーンズの長女）の次男として生まれた。
イートン校に学んだのち、オックスフォード大学クライスト・チャーチ・カレッジに進学、1933年には修士号を、1954年には学士号をそれぞれ修了した。修士号取得後は、『グラスゴー・サンデー・メール』や『フィナンシャル・タイムズ』各紙の編集を務めた。学士取得直後の1954年に出版社『アマルガメイティド・プレス』取締役に就任した。同時に父兄が事業を行う新聞『デイリー・テレグラフ』及び『サンデー・テレグラフ』取締役兼編集長に就いて経営に参画、実業家コンラッド・ブラックが経営権を握る1986年までその地位にあった。
1968年1月19日に連合王国一代貴族としてシティ・オブ・ロンドンにおけるピーターズバラ・コートのハートウェル男爵(Baron Hartwell, of Peterborough Court in the City of London)に叙された。
また、兄ジョンの死去に伴ってキャムローズ子爵位を1995年2月15日に継承したが、同年3月9日に1963年貴族法に基づいて爵位一代放棄を行使した。
2001年に89歳で亡くなった。彼の死去により、ハートウェル男爵位は消滅、残る世俗爵位は息子エイドリアンが相続した。

## 家族
1936年1月7日にパメラ・マーガレット・エリザベス・スミス(Pamela Margaret Elizabeth Smith、生年未詳 - 1982年1月7日、初代バーケンヘッド伯爵フレデリック・スミスの次女)と結婚して、2男2女をもうけた。
- エイドリアン・マイケル・ベリー（英語版）（1937年6月15日 - 2016年4月18日） - 第4代キャムローズ子爵
- ニコラス・ウィリアム・ベリー（1942年7月3日 - 2016年12月25日）- 爵位の推定相続人
- ハリエット・メアリー・マーガレット・ベリー（1944年11月8日 - ）
- エレノア・アグネス・ベリー（1950年5月6日 - ）

### 註釈
1. ↑  彼は襲爵後に爵位一代放棄を行使したため、その意思を尊重して、世俗爵位に関する敬称はこれを省く。
2. ↑  当該爵位一代放棄は子爵位及び男爵位を対象に行われたもの。一代貴族爵位は爵位放棄できないことから、ハートウェル男爵位はその対象外であった。